# 忍者龜：破影而出
《忍者龜：破影而出》（英語：Teenage Mutant Ninja Turtles: Out of the Shadows，又記作）是一部2016年美國超級英雄電影，由戴夫·格林執導，喬許·阿佩爾鮑姆和安德雷·納梅克編劇，改編自幻影工作室的同名漫畫。本片為2014年電影《忍者龜：變種世代》的續集。由梅根·福克斯、史蒂芬·艾梅爾、威爾·阿奈特、艾倫·里奇森、諾爾·費雪、傑瑞米·霍華、布萊恩·泰與蘿拉·琳妮主演。
電影正式於2015年4月27日在紐約市開拍。於2016年6月3日在美國上映（含3D和IMAX 3D版本）。電影獲得了褒貶不一的評價，雖比前集進步一些，但是電影的票房並不理想，全球僅2.45億美元，只有前集的一半。

## 劇情
故事承接前集，忍者龜李奧納多、米開朗基羅、多納太羅和拉斐爾在擊退踐踏者後，再次挺身而出對抗捲土重來的許瑞德和從天而降的外星機械敵人，避免紐約受到威脅。此外，忍者龜們、艾波和凡諾還意外地認識了新戰友凱西·瓊斯。

## 演員
| 演員                                          | 角色                              | 備註 |
| 梅根·福克斯                                   | 艾波·歐尼爾 April O'Neil          | 前第6頻道新聞女記者，在前集和忍者龜們成為朋友後時常為牠們提供關於惡棍的情報。                                                                                              |
| 史蒂芬·艾梅爾                                 | 凱西·瓊斯 Casey Jones             | 街頭私刑者，前獄警，身手高超，以曲棍球作為武器。在追蹤比巴和洛克史迪時意外地結識了忍者龜們。                                                                               |
| 威爾·阿奈特                                   | 凡諾·芬維克 Vernon Fenwick        | 第6頻道新聞攝影師，前集過後與忍者龜們達成協議，而成為了擊退許瑞德的英雄「獵鷹」。                                                                                          |
| 彼得·柏斯提克                                 | 李奧納多 Leonardo                 | 忍者龜之一，簡稱「李奧」，因為是忍者龜的小隊領導，所以平時個性冷靜、有禮貌、較有自制力，負責調解兄弟之間的紛爭，但又有些死板。武器為雙把武士刀。戴藍色眼罩。愛好乳酪比薩。 |
| 艾倫·里奇森                                   | 拉斐爾 Raphael                    | 忍者龜之一，簡稱「拉斐」，身材魁武，性格火爆、衝動，雖然常表示要獨自到外頭住，但其實只是因害怕而說，內心其實很愛兄弟。武器為雙把鐵叉。戴紅色頭巾。愛好乳酪比薩。           |
| 諾爾·費雪                                     | 米開朗基羅 Michelangelo           | 忍者龜之一，簡稱「米基」，個性活潑，是小隊中的開心果，喜歡搭訕艾波。武器為一對雙節棍。戴橙色眼罩。愛好乳酪比薩。                                                           |
| 傑瑞米·霍華                                   | 多納太羅 Donatello                | 忍者龜之一，簡稱「多尼」，小隊中的科技家、駭客，機智聰敏，喜歡研究，經常揹著機械設備。武器為一支伸縮棒。戴紫色眼罩。愛好乳酪比薩。                                         |
| 丹尼·伍德 （動作捕捉） 托尼·夏爾赫布 （配音） | 史林特 Splinter                   | 忍者龜們的師父，一隻變異種老鼠，撿到一本武功書籍後先行自學，再傳授給忍者龜們，對牠們來說是像父親一般的存在。                                                               |
| 布萊恩·泰                                     | 許瑞德 Shredder                   | 踐踏者的領袖，流氓忍者大師。武功高強，在逃獄時意外地結識克朗並與對方合作。                                                                                                 |
| 布萊特妮·石橋                                 | 卡拉 Karai                        | 踐踏者的小隊領導，許瑞德副手。 |
| 蓋瑞·安東尼·威廉姆斯                          | 比巴 Bebop                        | 街頭罪犯，受紫液影響而突變成人型疣豬。 |
| 席莫斯                                        | 洛克史迪 Rocksteady               | 街頭罪犯，受紫液影響而突變成人型黑犀牛。 |
| 泰勒·派瑞                                     | 巴克斯特·史塔克曼 Baxter Stockman | 瘋狂的量子科學權威博士，和許瑞德合作。 |
| 蘿拉·琳妮                                     | 蕾貝卡·文森 Rebecca Vincent       | 高級警官，凱西·瓊斯的上司。 |
| 卡梅羅·安東尼                                 | 卡梅羅·安東尼 Carmelo Anthony     | 客串演出，飾演自己。 |
| 弗雷德·阿米森                                 | 克朗 Krang                        | 有著如同大腦外表的神祕外星生物，沒有身體，平時駕駛著人形機器人上行動，企圖利用毀滅性武器「電子圓宮」征服地球，而和許瑞德合作。                                             |

模特兒亞歷桑德拉·安布羅休、NBA球員卡梅隆·安东尼、德安德魯·喬丹、奥斯汀·里弗斯、J·J·雷迪克、马特·巴恩斯、路易斯·阿蒙森和斯潘塞·霍斯皆在片中客串演出。

## 製作
拍攝預計於2015年4月會在紐約市和水牛城進行，估算會在當地花了7000萬美元的拍攝費用。正式拍攝於2015年4月27日在紐約市進行的同時，還被發現劇組在曼哈頓中城取景。在水牛城的拍攝於2015年5月4日開始，並包含肯辛頓高速公路（紐約州33號公路），於2015年5月17日結束。拍攝於2015年8月宣布結束，接著開始進入後期製作階段。

## 發行
本片於2016年5月22日在紐約市首映，2016年6月3日在美國各地正式上映。而英國則於2016年5月30日上映。

### 評價
爛番茄新鮮度37%，基於169條評論，平均分為4.69/10，而在Metacritic上得到40分，IMDB上得6分，評價兩極。整體評價比前集好上一些。

### 票房
在美國和加拿大，專家預測從4000間戲院能獲得3000萬至4000萬美元左右的票房，部分分析師認為甚至可能會更高。結果也符合大多數分析師預期，美國首映週末票房為3530萬美元，位居當週冠軍，但和前集的6560萬美元（不含北美外票房）相比則下跌了45%。
在中国大陆，首周3天收获2.1亿人民币，列當周末第一位，最終票房累计3.92亿人民币，略高於前集的3.87亿人民币。
| 上一届： 《X戰警：天啟》 | 2016年美國週末票房冠軍 第23周 | 下一届： 《厲陰宅2》   |
| 上一届： 《X戰警：天啟》 | 2016年台灣週末票房冠軍 第23周 | 下一届： 《出神入化2》 |
| 上一届： 《X戰警：天啟》 | 2016年台北週末票房冠軍 第23周 | 下一届： 《出神入化2》 |

## 續集可能
諾爾·費雪透露，四隻烏龜演員也都簽了第三集。第二集也比第一集投入更多製作費與宣傳費用，但由於票房表現不佳，使得推出第三集的機會降低。2016年10月29日，監製安德魯·福姆透露，目前並無第三集的計畫。派拉蒙到目前並未明確宣布第三集是否製作或停拍。2019年1月，媒體報導本系列將重啟拍攝。

## 外部連結
- 官方网站（英文）
- 互联网电影数据库（IMDb）上《忍者龜：破影而出》的资料（英文）
- Box Office Mojo上《忍者龜：破影而出》的資料（英文）
- 爛番茄上《忍者龜：破影而出》的資料（英文）
- Metacritic上《忍者龜：破影而出》的資料（英文）
- AllMovie上《忍者龜：破影而出》的资料（英文）
- 開眼電影網上《忍者龜：破影而出》的資料（繁體中文）
- Yahoo奇摩電影上《忍者龜：破影而出》的資料（繁體中文）
- 雅虎香港電影上《忍者龜：破影而出》的資料（繁體中文）
- 时光网上《忍者龜：破影而出》的資料（简体中文）
- 豆瓣电影上《忍者龜：破影而出》的資料 （简体中文）